# الصدع التحويلي بين جزر الأزور وجبل طارق
الصدع التحويلي بين جزر الأزور وجبل طارق هو منطقة زلزالية رئيسية في شرق المحيط الأطلسي بين جزر الأزور ومضيق جبل طارق. إنّ هذا الصدع التحويلي هو نتاجُ التفاعل المعقَّد بين الصفائح الأفريقية و‌الأوراسية والأيبيرية. تسبَّبَ الصدع التحويلي بين جزر الأزور وجبل طارق في حدوثِ عددٍ من الزلازل القويّة والتي خلَّف بعضها موجات تسونامي، ولعلَّ أبرز الزلازل التي تسبب بها هذا الصدع كانَ زلزال لشبونة عام 1755 وكذلك زلزال البرتغال عام 1969 فضلًا عن عددٍ من الزلازل الأخرى.

## الإعداد الجيولوجي
تشكّل الجزء الأطلسي من الحدود بين الصفيحتين الأفريقية والأوراسية، وتهيمن منطقة الصدع التحويلي بين جزر الأزور وجبل طارق إلى حد كبير على قوى الضغط بين هذه الصفائح المتقاربة، ولكنها تخضعُ لنظام تكتوني ديناميكي يتضمّن أيضًا الفالق التحويلي. يرتبطُ الغلاف الصخري المحيطي في المنطقة ارتباطًا مباشرًا بشمال المحيط الأطلسي وهو أحد أقدم الأغلفة الصخريّة المحفوظة على الأرض.
الطرف الغربي من الصدع التحويلي بين جزر الأزور وجبل طارق هو تقاطع جزر الأزور الثلاثي على سلسلة جبال وسط المحيط الأطلسي، وهو المكان الذي تلتقي فيه صفائح أمريكا الشمالية وأفريقيا وأوراسيا. يكون الانتشار في منطقة أمريكا الوسطى والجنوبية أسرع منه في شمالها، مما يؤدي إلى حركة مستعرضة على طول الصدع التحويلي بين جزر الأزور وجبل طارق عند حوالي 4 ميليمتر كلّ سنة. الجزء الشرقي من الصدع معقد ويتميز بسلسلة من الجبال البحرية والتلال التي تفصل بين السهول المعروفة باسمِ سهول توريس وسهول هورسشو السحيقة. يعد التشوه الانضغاطي النشط في هذا الجزء مثالًا نادرًا للغاية للضغط بين اثنين من الأغلفة الصخريّة المحيطيّة.

## الصفائح التكتونية
إنّ المحيط الأطلسي محاطٌ بحدود ساكنة باستثناء ثلاث مناطق اندِسَاس: قوس جزر الأنتيل الصغرى في البحر الكاريبي، قوس سكوتيا في جنوب المحيط الأطلسي، وقوس جبل طارق في غرب البحر الأبيض المتوسط. ينتشر قوس جبل طارق غربًا إلى المحيط الأطلسي فوق لوح محيطي ينحدر شرقًا (أحد بقايا محيط تيثيس). يتطور نظام حوض الاندساس/القوس الخلفي أمام كتلة البوران (تحت بحر البوران) بمعدل أسرع من التقاربِ بين أفريقيا وأيبيريا، وبالتالي فإن هذه المنطقة هي حالة نادرة من الهامش أو الحدِّ البسيط الذي يتحول ببطء إلى حدٍّ متقارب. يُمثل امتداد نظام الاندساس هذا المعروف باسم الوحدة المتجانسة لخليج قادش، استمرار انتشار حزام جبال الألب في المحيط الأطلسي على طول منطقة الصدع التحويلي بين جزر الأزور وجبل طارق، وفي سياق دورة ويلسون، يُشير هذا إلى أن بداية إغلاق المحيط الأطلسي تحدث أمام مناطق الاندساس الأطلسي الثلاث.